# Melkpermeaat
Melkpermeaat is een vloeibaar product dat wordt verkregen door het verwijderen van melkeiwit en (resten) melkvet door ultrafiltratie van geheel of gedeeltelijk afgeroomde melk. Het moet worden onderscheiden van wei, dat een bijproduct is van de kaasbereiding. De samenstelling van beide producten komt wel sterk overeen.
Melkpermeaat is een restproduct van de ultrafiltratie die wordt toegepast bij de bereiding van ingedikte zuivelproducten zoals kwark en umer. Het bestaat uit in water opgeloste lactose, eiwit-restanten, vitaminen en mineralen. Melkpermeaat wordt bijvoorbeeld verwerkt in limonades of frisdranken.
De keus van een limonadeproducent voor wei of melkpermeaat in zijn producten kan gevolgen hebben voor de verschuldigde verbruiksbelasting van alcoholvrije dranken. Zo bracht Appelsientje in 2024 Fruitdrink met 10% melkpermeaat op de markt, waardoor de suikertaks niet van toepassing is op deze producten.